# Yuki Kato
Yuki Anggraini Kato, beter bekend als Yuki Kato (geboren op 2 april 1995), is een Indonesische actrice, model en televisiepresentatrice van gemengde Javaanse en Japanse afkomst.

## Geselecteerde filmografie
Film
| Jaar | Title                                | Rol     | Opmerkingen | Ref.   |
| ---- | ------------------------------------ | ------- | ----------- | ------ |
| 2008 | Basahhh...                           | Annissa |             | [ 4 ]  |
| 2013 | Operation Wedding                    | Windi   |             | [ 5 ]  |
| 2015 | This Is Cinta                        | Rachel  |             | [ 6 ]  |
| 2015 | Pizza Man                            | Merry   |             | [ 7 ]  |
| 2015 | Cabe-Cabean                          | Susan   |             | [ 8 ]  |
| 2015 | Kembar 5                             | Gendhis |             | [ 9 ]  |
| 2016 | Petualangan Singa Pemberani Atlantos | Liona   | Voice-over  | [ 10 ] |
| 2017 | Cahaya Cinta Pesantren               | Shila   |             | [ 11 ] |
| 2019 | Nikah Yuk                            | Lia     |             | [ 12 ] |

## Prijzen en nominaties
| Jaar | Organisatie                           | Onderscheiding       | Nominee / Work                       | Resultaat | Ref.   |
| ---- | ------------------------------------- | -------------------- | ------------------------------------ | --------- | ------ |
| 2010 | Gaulteenment Awards                   | Favorite Actress     | Yuki Kato                            | Gewonnen  | [ 13 ] |
| 2011 | SCTV Awards                           | Famous Actress       | Gol-Gol Fatimah                      | Gewonnen  | [ 14 ] |
| 2011 | Gaulteenment Awards                   | Favorite Actress     | Yuki Kato                            | Gewonnen  | [ 13 ] |
| 2012 | Gaulteenment Awards                   | Favorite Actress     | Yuki Kato                            | Gewonnen  | [ 13 ] |
| 2014 | Indonesian Film Festival Vidia Awards | Best Leading Actress | Akankah Bunda Datang ke Pernikahanku | Gewonnen  | [ 15 ] |
| 2014 | Bandung Film Festival                 | Best FTV Actress     | Akankah Bunda Datang ke Pernikahanku | Gewonnen  | [ 16 ] |